# Cécile Cukierman
Pour les articles homonymes, voir Cukierman.
Cécile Cukierman, née le 26 avril 1976 à Bagneux, est une femme politique française.
Membre du Parti communiste français (PCF), elle est conseillère régionale en Rhône-Alpes depuis 2004 et devient sénatrice de la Loire en 2011, ce qui fait d'elle alors la benjamine du Sénat. Elle est porte-parole du PCF depuis 2018. Elle est présidente du groupe Communiste, Républicain, Communiste et Ecologiste - Kanaky (CRCE - K) au Sénat depuis 2023.

## Biographie
Après l'obtention d'un baccalauréat littéraire en 1994 au lycée Lakanal de Sceaux, Cécile Cukierman poursuit ses études en classe préparatoire littéraire avant de rejoindre l’université Paris 1. Elle obtient en 2000 une maîtrise en histoire médiévale byzantine puis le CAPES en 2001.
Elle adhère à l'Union nationale des étudiants de France (UNEF, dite UNEF-SE). Membre du bureau national, elle rejoint le secrétariat national de l'UNEF de 1998 à 2000 et est représentante des étudiants au CNESER.
Professeure d'histoire-géographie à Roche-la-Molière dans la Loire, elle obtient son premier mandat en étant élue conseillère régionale de Rhône-Alpes aux élections régionales de 2004. Elle rejoint le groupe communiste et préside la commission économie-emploi, chargée des politiques de montagne au sein des instances du comité de Massif central.
En 2008, elle est élue aux élections municipales de sa commune, Unieux, où elle est adjointe au maire chargée de la démocratie participative. À ce titre, elle met en place les conseils de quartier.
Réélue conseillère régionale aux élections de 2010, elle devient conseillère spéciale à l'égalité hommes-femmes.
Lors des élections sénatoriales de 2011, elle figure en deuxième place sur la liste d'union de la gauche menée par Jean-Claude Frécon. Le 25 septembre 2011, elle est élue sénatrice de la Loire et devient, à 35 ans, la benjamine de la Haute Assemblée. Elle quitte alors le conseil municipal d'Unieux pour se consacrer à sa charge de sénatrice. Membre de la commission des affaires culturelles jusqu’en septembre 2012, elle rejoint alors la commission des lois du Sénat en 2012.
En juin 2015, elle est choisie comme cheffe de file par les communistes dans le cadre des élections régionales. En octobre 2015, elle est définitivement choisie par le PCF et le MRC réunis comme tête de liste pour représenter la liste « L'Humain d'abord avec la gauche républicaine et sociale » en Auvergne-Rhône-Alpes. Cette liste obtient 5,4 % des suffrages exprimés au premier tour, puis 7 élus au second tour après une fusion avec les listes conduites par Jean-Jack Queyranne (PS-PRG) et Jean-Charles Kohlhaas (EELV-PG-Ensemble-ND-NGS). Elle devient alors présidente du groupe PCF-Front de gauche.
Pour les élections sénatoriales de 2017, elle conduit la liste « Engagés, pour la Loire - les communes et les territoires, notre priorité ! ». Elle est réélue sénatrice le 24 septembre 2017. Elle est nommée vice-présidente de la commission des affaires économiques à partir du 5 octobre 2017.
Le 13 décembre 2018, elle est nommée porte-parole du PCF, en binôme avec Ian Brossat.
En vue des élections européennes de 2019 en France, elle figure en 76e position sur la liste du PCF « Pour l'Europe des gens, contre l'Europe de l'argent » menée par Ian Brossat.
Lors des élections régionales 2021, elle mène la liste Ensemble, rassemblant le PCF et la France Insoumise pour la région Auvergne-Rhône-Alpes.
À la tête de la liste « Pour nos communes et l’égalité des territoires » en vue des élections de 2023, elle est réélue sénatrice.
Le 26 septembre 2023, elle est élue présidente du groupe Communiste, Républicain, Citoyen et Ecologiste - Kanaky du Sénat.

### Vie privée
Cécile Cukierman est descendante d'une famille juive polonaise émigrée en France dans les années 1920. Elle est mariée à Christophe Faverjon, maire d'Unieux, et mère de trois enfants. Elle est la petite-fille du résistant et militant communiste Georges Cukierman et la fille de Maurice Cukierman, syndicaliste à la Fédération syndicale unitaire et dissident marxiste-léniniste du PCF devenu secrétaire général du Parti communiste révolutionnaire de France (PCRF).

## Synthèse des résultats électoraux

### Élections régionales
Les résultats ci-dessous concernent uniquement les élections où elle est tête de liste.
| Année | Parti         | Parti           | Région               | 1er tour | 1er tour | 1er tour | 2d tour | 2d tour | 2d tour |
| Année | Parti         | Parti           | Région               | Voix     | %        | Rang     | Voix    | %       | Rang    |
| ----- | ------------- | --------------- | -------------------- | -------- | -------- | -------- | ------- | ------- | ------- |
| 2015  |               | PCF - R&S - MRC | Auvergne-Rhône-Alpes | 135 274  | 5,39     | 5e       | Fusion  | Fusion  | Fusion  |
| 2021  | PCF-LFI-E!-GC | 95 434          | Auvergne-Rhône-Alpes | 5,57     | 6e       | Fusion   | Fusion  | Fusion  |         |

### Élections sénatoriales
Les résultats ci-dessous concernent uniquement les élections où elle est tête de liste.
| Année | Partis | Partis | Département | Voix  | %     | Rang  | Sièges |
| ----- | ------ | ------ | ----------- | ----- | ----- | ----- | ------ |
| 2017  |        | PCF    | Loire       | 327   | 18,23 | 2e    | 1 / 4  |
| 2023  | 313    | PCF    | Loire       | 17,14 | 2e    | 1 / 4 |        |

## Mandats électoraux

### Sénatrice
- depuis le 1er octobre 2011 : sénatrice de la Loire
  - Membre de la commission des lois constitutionnelles, de législation, du suffrage universel, du Règlement et d'administration générale (2012-2017)
  - Vice-présidente de la commission des lois (à partir du 5 octobre 2017)
  - Vice-présidente de la délégation sénatoriale à la prospective
  - Présidente du groupe Communiste, Républicain, Citoyen et Ecologiste - Kanaky[13] (depuis le 26 septembre 2023)
  - Présidente du groupe interparlementaire d'amitié France-Royaume-Uni (depuis décembre 2024)

### Conseillère régionale
- 29 mars 2004 - 31 décembre 2015 : membre du conseil régional de Rhône-Alpes
- Depuis le 1er janvier 2016 : conseillère régionale d'Auvergne-Rhône-Alpes, membre de la commission permanente.

### Conseillère municipale
- 2008-2011 : adjointe au maire d'Unieux